# Tewkesbury Abbey

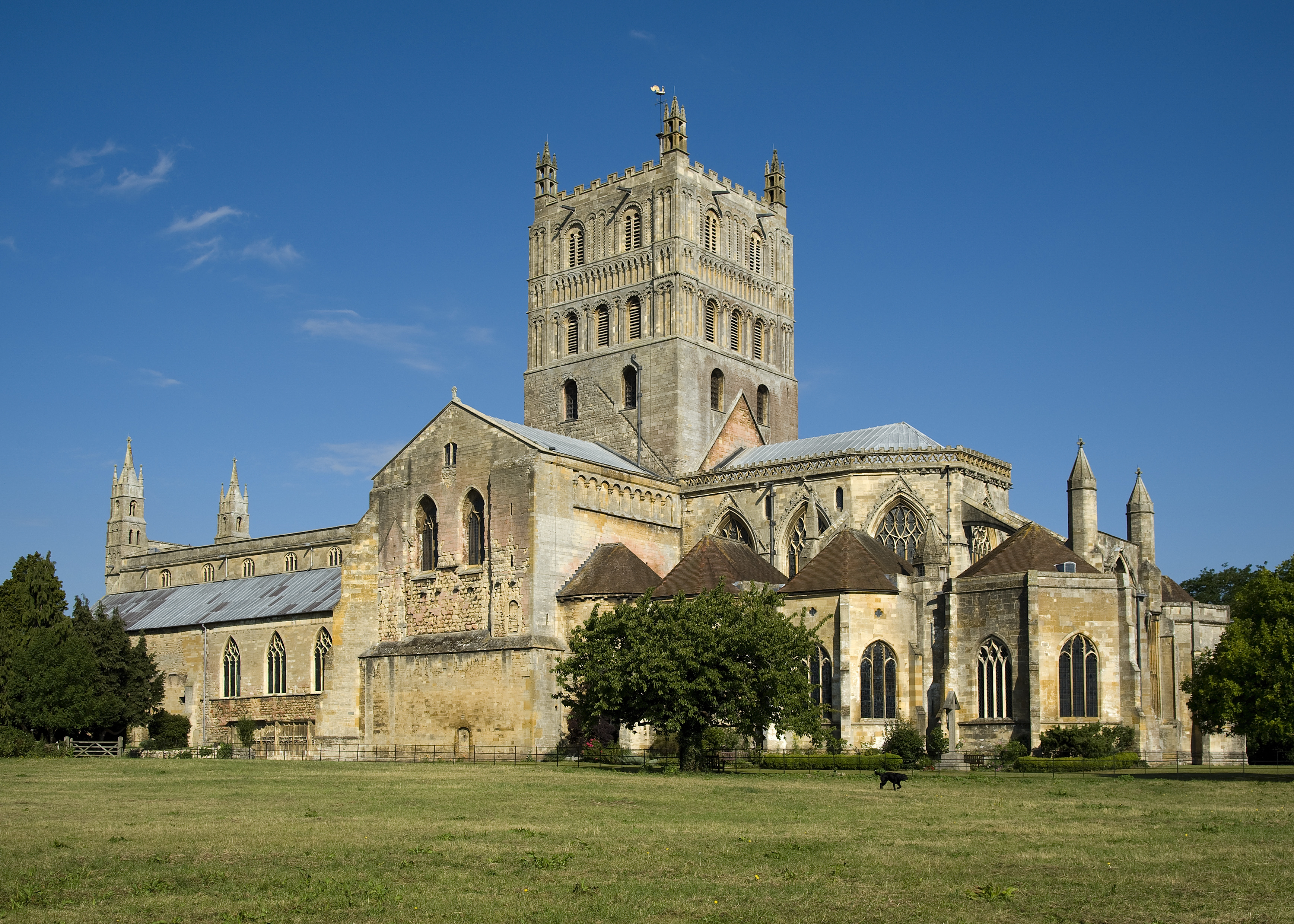

Tewkesbury Abbey of de kerk St Mary the Virgin is een kerk in het Engelse Tewkesbury. Het is de tweede grootste parochiekerk in het land en een voormalig benedictijner klooster.
De kerk zelf wordt gerekend tot een van de mooiste Normandische gebouwen in Engeland. De massieve toren werd ooit uitgeroepen als de grootste en mooiste Romaanse toren in Engeland. Veertien kathedralen van Engeland zijn kleiner dan deze parochiekerk en enkel Westminster Abbey bevat meer middeleeuwse kerkmonumenten.
In de middeleeuwen was Tewkesbury uitgegroeid tot een van de rijkste kloosters van Engeland.
Na de slag bij Tewkesbury in de Rozenoorlogen in 1471, zocht een deel van de aanhangers van Lancaster toevlucht in de abdij maar de zegevierende Yorkisten, geleid door koning Eduard IV, drongen er toch binnen. Door het daaropvolgend bloedbad moest het gebouw een maand sluiten om het te reinigen en opnieuw in te wijden.
De centrale stenen toren was oorspronkelijk bedekt met een houten spits, die in 1559 instortte en nooit werd herbouwd. 
Sinds de reformatie in 1539 is de abdij in gebruik als parochiekerk van de Kerk van Engeland. Het werd in 1879 gerestaureerd door George Gilbert Scott, grootvader van Giles Gilbert Scott.
In 1760, 1970 en 2007 had de abdij te lijden onder overstromingen door de nabijgelegen rivier Severn.